# Água subterrânea
Em geologia considera-se água subterrânea toda aquela água que ocupa todos os espaços vazios de uma formação geológica, os chamados aquíferos. As águas subterrâneas são formadas pelo excedente das águas das chuvas.
Nem toda água que está embaixo da terra é considerada como água subterrânea por haver uma distinção daquela que ocupa o lençol freático, que é chamada de água de solo e tem maior interesse para a agronomia e botânica.
Um maciço rochoso ou um solo argiloso, pode servir de leito para as águas subterrâneas, pois permitem que ela se acumule e elimine todos os espaços vazios do solo.
Em geral, as águas subterrâneas são armazenadas ou em rochas sedimentares porosas e permeáveis, ou em rochas não-porosas, mas fraturadas. Neste último caso, as fraturas geram um efeito físico similar ao da permeabilidade.  Um caso menos frequente é o das rochas calcárias, nas quais até mesmo a baixa acidez das águas da chuva é capaz de abrir verdadeiros túneis, por onde flui a água subterrânea.
A maior reserva de água doce do mundo se encontra nos glaciares (quase 70 %) seguida pela existente no subsolo (quase 30%), representando esta última cerca de 90% do total de água doce disponível para consumo humano.
Uma das maiores reservas de águas subterrâneas do mundo é o famoso Aquífero Guarani, que ocupa o subsolo do nordeste da Argentina, centro-sudoeste do Brasil, noroeste do Uruguai e sudeste do Paraguai.
Na Dinamarca, 99% da água consumida pelos seus residentes é extraída de reservatórios subterrâneos. E por esse tipo de reservatório ser facilmente contaminado por agrotóxicos, a agricultura do país é minuciosamente controlada pelo governo. 